# NOS4A2
NOS4A2 (auszusprechen wie Nosferatu) ist eine US-amerikanische Horror-Dramaserie nach dem gleichnamigen Roman von Joe Hill. Die erste Staffel erschien ab dem 2. Juni 2019 auf dem Sender AMC und dessen Onlineplattform AMC Premiere und in Deutschland am 7. Juni auf Prime Video.
Die zweite und letzte Staffel wurde in den Vereinigten Staaten seit dem 21. Juni 2020 erstausgestrahlt. In Deutschland erschien sie am 23. Oktober 2020.

## Ausstrahlung
Am 2. Juni 2019 wurde sowohl die erste Folge von NOS4A2 auf dem Fernsehsender AMC ausgestrahlt sowie auf AMC Premiere die gesamte Serie veröffentlicht. In Deutschland wurde die gesamte Serie am 7. Juni auf dem Streaming-Dienst Prime Video veröffentlicht.
Am 20. Juli 2019 wurde NOS4A2 um eine zweite Staffel verlängert. Diese erschien seit dem 21. Juni 2020 wöchentlich auf AMC und zeitgleich auf BBC America. Trailer erschienen am 3. Mai und am 2. Juni 2020.
Am 31. August 2020 gaben AMC und Showrunner Jami O’Brien bekannt, dass es keine dritte Staffel geben wird.

## Handlung
Der offenbar unsterbliche Charlie Manx entführt in seinem Rolls-Royce Wraith (Das Nummernschild lautet „NOS4A2“.) Kinder, die sich durch die Fahrt in Vampire verwandeln, während er sich durch die Verbindung mit dem Wraith verjüngen kann, zu einem geheimnisvollen Ort namens Christmasland, in dem jeden Tag Weihnachten ist und unglücklich sein gegen das Gesetz ist.
In Haverhill, Massachusetts entdeckt die kunstbegabte Vic McQueen, die von ihrem Vater „Göre“ (im Original: „Brat“) genannt wird, ihre Fähigkeit, mit ihrem Motorrad über eine historische Brücke an andere Orte zu gelangen und verlorene Dinge zu finden. Sie und Manx sind mit ihren besonderen Kräften sogenannte Starke Kreative. Auf diese Weise landet Vic in Here, Iowa, wo sie auf Maggie Leigh trifft, ein Medium mittels magischer Scrabblesteine. Sie will, dass Vic mit ihrem Motorrad den Wraith findet, um die entführten Kinder zu retten, denn Manx hat auch eines aus ihrer Heimatstadt entführt und ihr Scrabblebeutel zeigt ihr immer wieder die Worte „Wraith“ und „Brat“. Vic ist dazu aber erst bereit, als Manx und Bing Partridge, der mit ihr befreundete Schulhausmeister und Manx' Chauffeur, ein Mädchen aus ihrer Nachbarschaft entführt haben.
Nachdem es Vic am Ende der ersten Staffel gelingt, den Wraith anzuzünden und explodieren zu lassen, wodurch ihr Freund stirbt, altert Manx rapide und liegt im Koma auf der Intensivstation eines Krankenhauses, wo Vic erfährt, dass sie schwanger ist. Sie schwört, Christmasland zu finden und zu verbrennen, während Maggie mit einer Ermittlerin Bing finden will. Als ein Automechaniker auf einem Schrottplatz den Wraith wieder anschließt, erwacht auch Manx.
Die zweite Staffel spielt acht Jahre später und beinhaltet Vics achtjährigen Sohn Wayne. Diesen versuchen Manx und Bing zu entführen und ins Christmasland zu locken. Vic kann aber schließlich gemeinsam mit Maggie ihren Sohn und die anderen Kinder aus Christmasland, das sie zerstören, befreien und lässt Manx in seinem Wraith eine Brücke herunterstürzen, wodurch er diesmal wirklich stirbt. Manx wird eingeäschert und der Wagen verschrottet.

## Episodenliste

### Staffel 1 (2019)
| Nr. (ges.) | Nr. (St.) | Deutscher Titel                | Originaltitel                  | Erstausstrahlung Land | Deutschsprachige Erstveröffentlichung (D) | Regie             | Drehbuch           |
| ---------- | --------- | ------------------------------ | ------------------------------ | --------------------- | ----------------------------------------- | ----------------- | ------------------ |
| 1          | 1         | Die Abkürzung                  | The Shorter Way                | 2. Juni 2019          | 7. Juni 2019                              | Kari Skogland     | Jami O’Brien       |
| 2          | 2         | Der Friedhof der Möglichkeiten | The Graveyard of What Might Be | 9. Juni 2019          | 7. Juni 2019                              | Kari Skogland     | Mark Richard       |
| 3          | 3         | Der Mann mit der Gasmaske      | The Gas Mask Man               | 16. Juni 2019         | 7. Juni 2019                              | John Shiban       | Marcus Gradley     |
| 4          | 4         | Haus des Schlafes              | The House of Sleep             | 23. Juni 2019         | 7. Juni 2019                              | John Shiban       | Megan Mostyn-Brown |
| 5          | 5         | Der Wraith                     | The Wraith                     | 30. Juni 2019         | 7. Juni 2019                              | Tim Southam       | Lucy Thurber       |
| 6          | 6         | Die dunklen Tunnel             | The Dark Tunnels               | 7. Juli 2019          | 7. Juni 2019                              | Tim Southam       | Thomas Brady       |
| 7          | 7         | Scheren für den Bettler        | Scissors for the Drifter       | 14. Juli 2019         | 7. Juni 2019                              | Jeremy Webb       | Jami O’Brien       |
| 8          | 8         | Parnassus                      | Parnassus                      | 21. Juli 2019         | 7. Juni 2019                              | Jeremy Webb       | Megan Mostyn-Brown |
| 9          | 9         | Schlittenhaus                  | Sleigh House                   | 28. Juli 2019         | 7. Juni 2019                              | Hanelle Culpepper | Thomas Brady       |
| 10         | 10        | Neue Wege                      | Gunbarrel                      | 28. Juli 2019         | 7. Juni 2019                              | Stefan Schwartz   | Jami O’Brien       |

### Staffel 2 (2020)
| Nr. (ges.) | Nr. (St.) | Deutscher Titel              | Originaltitel            | Erstausstrahlung Land | Deutschsprachige Erstveröffentlichung (D) | Regie             | Drehbuch           |
| ---------- | --------- | ---------------------------- | ------------------------ | --------------------- | ----------------------------------------- | ----------------- | ------------------ |
| 11         | 1         | Eine schlechte Mutter        | Bad Mother               | 21. Juni 2020         | 23. Okt. 2020                             | John Shiban       | Jami O’Brien       |
| 12         | 2         | Ein guter Vater              | Good Father              | 28. Juni 2020         | 23. Okt. 2020                             | John Shiban       | David Grimm        |
| 13         | 3         | Flucht nach Hause            | The Night Road           | 5. Juli 2020          | 23. Okt. 2020                             | Craig Macneill    | Lucy Thurber       |
| 14         | 4         | Das Haus am See              | The Lake House           | 12. Juli 2020         | 23. Okt. 2020                             | Craig Macneill    | Megan Mostyn-Brown |
| 15         | 5         | Bruce Wayne McQueen          | Bruce Wayne McQueen      | 19. Juli 2020         | 23. Okt. 2020                             | Hanelle Culpepper | Thomas Brady       |
| 16         | 6         | Die Sanduhr                  | The Hourglass            | 26. Juli 2020         | 23. Okt. 2020                             | Hanelle Culpepper | Loy A. Webb        |
| 17         | 7         | Das Haus der Ängste          | Cripple Creek            | 2. Aug. 2020          | 23. Okt. 2020                             | Tricia Brock      | A. Rey Pamatmat    |
| 18         | 8         | Chris McQueen                | Chris McQueen            | 9. Aug. 2020          | 23. Okt. 2020                             | Tricia Brock      | Megan Mostyn-Brown |
| 19         | 9         | Willkommen im Christmasland  | Welcome to Christmasland | 16. Aug. 2020         | 23. Okt. 2020                             | Toa Fraser        | Thomas Brady       |
| 20         | 10        | Flucht aus dem Christmasland | Bats                     | 23. Aug. 2020         | 23. Okt. 2020                             | Toa Fraser        | Jami O’Brien       |

## Besetzung und Synchronisation
Die deutschsprachige Synchronisation entsteht nach Dialogbüchern und unter der Dialogregie von Maurice Taube durch die VSI Synchron GmbH in Berlin.
| Rolle               | Beschreibung          | Darsteller            | Hauptrolle | Nebenrolle                      | Synchronsprecher                  |
| ------------------- | --------------------- | --------------------- | ---------- | ------------------------------- | --------------------------------- |
| Vic McQueen         |                       | Ashleigh Cummings     | 1.01–2.10  |                                 | Daniela Molina                    |
| Bing Partridge      | Manx’ Assistent       | Ólafur Darri Ólafsson | 1.01–2.10  |                                 | Matti Klemm                       |
| Maggie Leigh        | Vics Freundin, Medium | Jahkara Smith         | 1.01–2.10  |                                 | Leonie Dubuc                      |
| Chris McQueen       | Vics Vater            | Ebon Moss-Bachrach    | 1.01–2.10  |                                 | Peter Sura                        |
| Linda McQueen       | Vics Mutter           | Virginia Kull         | 1.01–2.10  |                                 | Sarah Riedel                      |
| Charlie Manx        |                       | Zachary Quinto        | 1.01–2.10  |                                 | Timmo Niesner                     |
| Lou Carmody         | Vics Partner          | Jonathan Langdon      | 2.01–2.10  | 1.10                            | Dennis Sandmann                   |
| Tabitha Hutter      | Detective             | Ashley Romans         | 2.01–2.10  | 1.05, 1.09–1.10                 | Anja Nestler                      |
| Millie Manx         | Manx’ Tochter         | Mattea Conforti       | 2.01–2.10  | 1.07, 1.09                      | Ida Jany (S1), Lilli Mechler (S2) |
| Craig Harrison      | Vics Freund           | Dalton Harrod         |            | 1.01–1.05, 1.07–1.10, 2.06–2.07 | Sebastian Kluckert                |
| Haley Smith         | Vics Nachbarin        | Darby Camp            |            | 1.01–1.04, 1.07                 | Kaya Luca Kruczek                 |
| Joe Bly             | Sheriff               | Chris McKinney        |            | 1.01–1.04, 1.07                 | Oliver Siebeck                    |
| Tiffany Jones       | Chris’ Partnerin      | Jamie Neumann         |            | 1.01–1.03, 1.05, 1.07           | Julia Blankenburg                 |
| Drew Butler         | Willas Freund         | Rarmian Newton        |            | 1.01, 1.03, 1.05, 1.07          | Tim Kreuer                        |
| Willa Brewster      | Vics Freundin         | Paulina Singer        |            | 1.01, 1.03, 1.05, 1.08          | Lina Rabea Mohr                   |
| Bruce Wayne McQueen | Vics Sohn             | Jason David           |            | 2.01–2.10                       | Francisco Galisch de Palma        |
| Cassie Manx         | Millies Mutter        | Celeste Arias         |            | 2.02–2.03, 2.07, 2.09           | Lisa May-Mitsching                |
| Jonathan Beckett    | Starker Kreativer     | Paul Schneider        |            | 2.03, 2.05–2.06                 | Felix Spieß                       |

## Nominierung
NOS4A2 war für den Saturn Award 2019 als Beste Horrorserie nominiert.